# Catedral de Meaux
La catedral de San Esteban de Meaux (en francés; Cathédrale Saint-Étienne de Meaux) es un templo católico de estilo gótico ubicado en la localidad de Meaux (Francia).

## Historia
La construcción de la actual catedral gótica se remonta al año 1175 con el inicio de las obras del coro. Los dos primeros tramos orientales de la nave constituyen las partes más antiguas, el deambulatorio, tres capillas y las dobles naves laterales estaban ya terminadas hacia 1200. El transepto y la nave central fueron finalizadas hacia 1220. A mediados del siglo XIII hubo que reconstruir el coro primitivo debido a errores de construcción que habían producido en él un enorme deterioro. Las obras fueron encargadas a Gautier Vainfroy, cuyo contrato se conserva actualmente en los archivos de la catedral, y se desarrollaron entre los años 1253 y 1278. Paralelamente, en 1266 se inician las obras de las fachadas de los dos transeptos, financiadas por Juana I de Navarra, última heredera del Condado de Champagne y futura esposa de Felipe IV.
La nave se amplió en el siglo XIV por orden de Felipe VI y la fachada occidental fue construida entre finales del siglo XIV y principios del XV. Las obras en este periodo a menudo se vieron interrumpidas por la situación política en Francia, inmersa en la Guerra de los Cien Años, la ciudad de Meaux fue incluso ocupada por los británicos entre 1422 y 1439. Por último, la Torre Norte fue finalizada en 1540. El 25 de junio de 1562 los hugonotes se apoderaron de la ciudad y saquearon la catedral, dañando especialmente la decoración escultórica y el mobiliario litúrgico.
A pesar de que las obras de la catedral de Meaux se prolongaron durante más de 350 años, los diferentes arquitectos que intervinieron en su construcción lograron mantener una buena armonía entre las diferentes partes del edificio, estando representadas todas etapas de la arquitectura gótica francesa.
La escultura de la catedral es muy rica, especialmente en los tímpanos de los cinco pórticos. La gran fachada occidental tiene tres portales monumentales. Como en muchas otras catedrales románicas y góticas, el portal central se dedica al Juicio Final, con la representación en el tímpano de la resurrección de los muertos y la imagen del Paraíso y el Infierno. El tímpano del portal izquierdo está dedicado a la vida de San Juan el Bautista, el derecho a la vida de la Virgen María. Los pórticos de los transeptos están dedicados ambos a San Esteban.
El interior es muy luminoso gracias a las vidrieras que se abren en la nave central. Al nivel de las ventanas altas del coro, destaca la vidriera de la crucifixión, que data del siglo XIV, y en el lado puesto, bajo el gran Rosetón del siglo XV, se encuentra órgano del siglo XVII, obra de Valéran de Héman. En el coro, por el lado sur, se puede observar la lápida sepulcral de mármol negro de Jacques-Bénigne Bossuet, célebre obispo de la ciudad, apodado “el águila de Meaux”, confesor de Luis XIV y uno de los historiadores más influyentes de la corriente providencialista.